# Donald Dewar
Donald Campbell Dewar, gael. Domhnall Mac an Deòir (ur. 21 sierpnia 1937 w Glasgow, zm. 11 października 2000 w Edynburgu) – szkocki polityk, minister ds. Szkocji w rządzie Tony’ego Blaira, następnie pierwsza osoba na stanowisku pierwszego ministra Szkocji.

## Życiorys

### Młodość i początki kariery politycznej
Był jedynym dzieckiem Alisdaira Dewara i Mary z domu Bennett. Wykształcenie odebrał w Glasgow Academy oraz na tamtejszym uniwersytecie, gdzie uzyskał tytuł bakałarza, a następnie magistra, nauk prawnych. Na studiach był również wydawcą Glasgow University Guardian. Zaprzyjaźnił się tam z Johnem Smithem, późniejszym liderem laburzystów. Będąc już członkiem Partii Pracy Dewar pracował w Glasgow jako adwokat. W 1966 r. został wybrany do Izby Gmin jako reprezentant okręgu Aberdeen South.

### W brytyjskim parlamencie
Jego pierwsza mowa na forum parlamentu dotyczyła sprzeciwu Dewara wobec pomysłu podniesienia podatku od ziemniaków. Dewar odniósł tutaj spory sukces – w 1967 r. podatek ten został zlikwidowany. W tym samym roku Dewar został parlamentarnym prywatnym sekretarzem ministra edukacji Anthony’ego Croslanda. Na tym stanowisku pozostał do 1969 r. W 1970 r. przegrał kolejne wybory do Izby Gmin. W tym samym roku jego żona, Alison Mary McNair, którą poślubił 20 lipca 1964 r. i z którą miał dwoje dzieci (córkę Marion i syna Iana), porzuciła go dla szkockiego prawnika, Derry’ego Irvine’a. Dewar rozwiódł się z żoną w 1973 r. i nigdy ponownie się nie ożenił. Jego stosunki z Irvine’em pozostały chłodne, nawet gdy obaj znaleźli się w tym samym rządzie w 1997 r.
Dewar powrócił do Izby Gmin w 1978 r. wygrywając wybory uzupełniające w okręgu Glasgow Garscadden. Okręg ten reprezentował do 1997 r., kiedy wystartował w wyborach w okręgu Glasgow Anniesland. Szybko piął się po szczeblach partyjnej hierarchii. W 1984 r. został członkiem gabinetu cieni. Po katastrofie lotu Pan Am 103 w 1988 r. Dewar przyjechał do Lockerbie jako przedstawiciel gabinetu cieni zajmujący się sprawami szkockimi. W 1992 r. John Smith mianował go ministrem ds. zabezpieczenia socjalnego w gabinecie cieni. Kiedy w 1994 r. liderem laburzystów został Tony Blair Dewar został Głównym Whipem opozycji. Po wygranych przez Partię Pracy wyborach 1997 r. Dewar otrzymał stanowisko ministra ds. Szkocji. Głównym zadaniem Dewara na tym stanowisku było wprowadzenie autonomii w Szkocji. 19 listopada 1998 r. doprowadził do uchwalenia Scotland Act, który tworzył autonomiczne władze dla Szkocji.

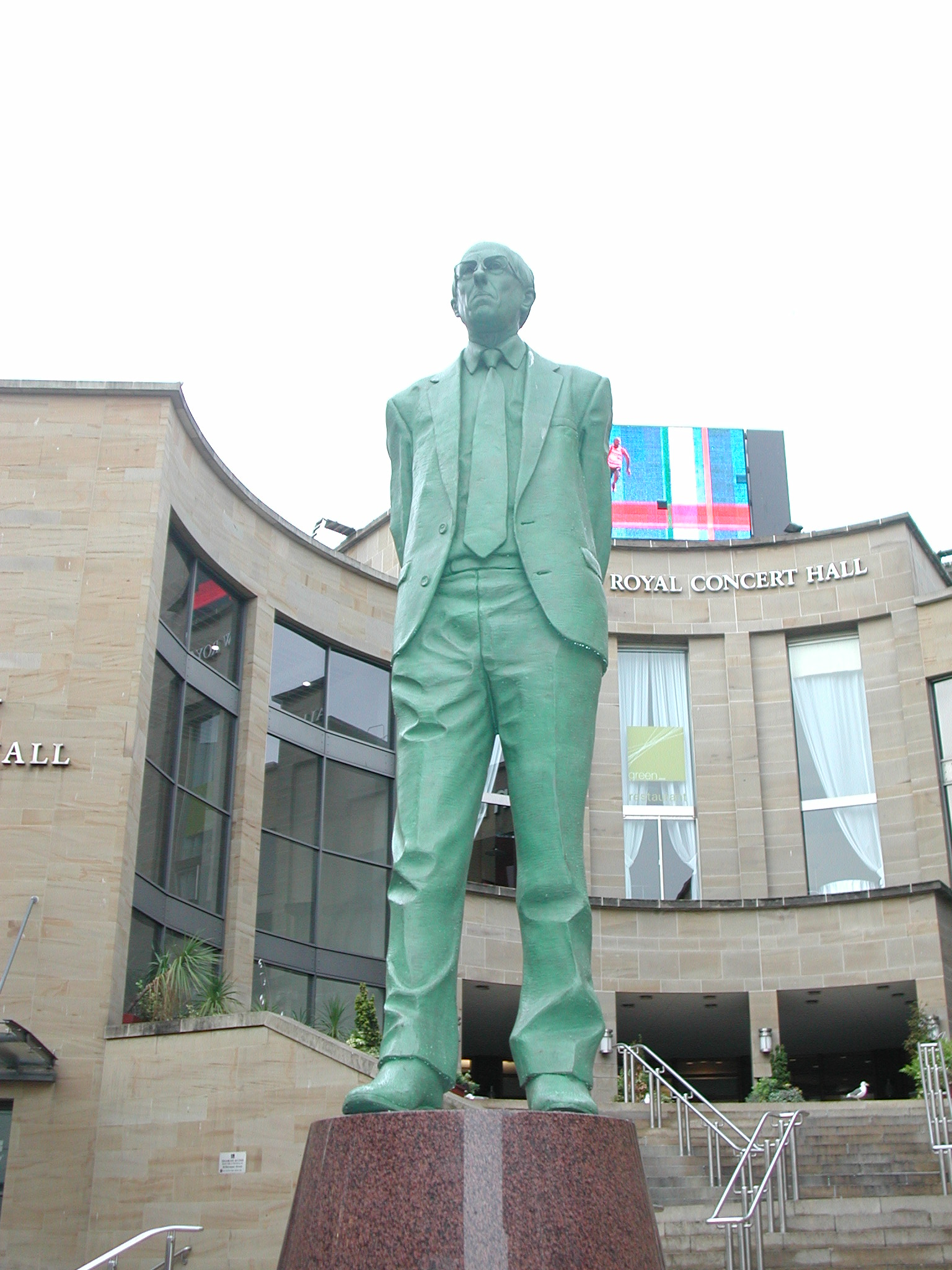
Pomnik Dewara w Glasgow

### Pierwszy minister Szkocji
Pierwsze wybory do nowo utworzonego szkockiego parlamentu odbyły się 6 maja 1999 r. Dewar wygrał wybory w okręgu Glasgow Anniesland. Kierowana przez niego Szkocka Partia Pracy wygrała wybory, ale nie uzyskała większości w parlamencie. Dewar musiał więc zawrzeć koalicję ze Szkockimi Liberalnymi Demokratami. 13 maja Dewar został nominowany na pierwszego ministra Szkocji. Królowa Elżbieta II oficjalnie powołała go na to stanowisko podczas uroczystości w edynburskim pałacu Holyroodhouse. Następnie udał się do Sądu Posiedzeń, gdzie został zaprzysiężony na Lorda Przewodniczącego oraz otrzymał Wielką Pieczęć Szkocji. Program działań swojego rządu Dewar przedstawił 16 czerwca. Znalazły się tam projekty reform systemu szkolnictwa, reform ziemskich oraz projekty utworzenia parków narodowych w Szkocji.
Wkrótce Dewar musiał się zmierzyć z pogłoskami, że niektórzy z jego ministrów są lobbowani przez spółkę Beattie Media. Dewar przekazał tę sprawę komisji etyki. Wezwała ona na przesłuchanie ministra finansów, Jacka McConnella, ale ostatecznie został on oczyszczony z podejrzeń. Dewar zapowiedział również, że usunie każdego z członków egzekutywy, który będzie wykorzystywał media przeciwko koledze z rządu. Ta deklaracja związana była ze sporem jaki poprzez środki masowego przekazu prowadzili McConnell z minister zdrowia Susan Deacon, a który dotyczył wydatków na służbę zdrowia.
W kwietniu 2000 r. Dewar trafił do szpitala na badania serca. Wykryto tam drobną wadę. Dewar musiał poddać się operacji i na trzy miesiące usunął się z polityki. Jego obowiązki jako pierwszego ministra przejął jego zastępca, Jim Wallace. W sierpniu 2000 r. Dewar powrócił do obowiązków. 10 października doznał poważnego udaru mózgu. Przewieziono go do Western General Hospital w Edynburgu, gdzie zmarł następnego dnia o 12.18.
Pogrzeb Dewara odbył się w katedrze w Glasgow. Został skremowany, a jego prochy rozsypane na Lochgilphead.